# Nishida Go
Go Nishida (西田剛 Nishida Gō, sinh ngày 14 tháng 9 năm 1986 ở Kagoshima) là một cầu thủ bóng đá người Nhật Bản thi đấu cho Ehime FC.

## Thống kê câu lạc bộ
Cập nhật đến ngày 23 tháng 2 năm 2018.
| Thành tích câu lạc bộ | Thành tích câu lạc bộ | Thành tích câu lạc bộ | Giải vô địch | Giải vô địch | Cúp                   | Cúp                   | Tổng cộng | Tổng cộng |
| Mùa giải              | Câu lạc bộ            | Giải vô địch          | Số trận      | Bàn thắng    | Số trận               | Bàn thắng             | Số trận   | Bàn thắng |
| Nhật Bản              | Nhật Bản              | Nhật Bản              | Giải vô địch | Giải vô địch | Cúp Hoàng đế Nhật Bản | Cúp Hoàng đế Nhật Bản | Tổng cộng | Tổng cộng |
| --------------------- | --------------------- | --------------------- | ------------ | ------------ | --------------------- | --------------------- | --------- | --------- |
| 2009                  | Yokohama FC           | J2 League             | 44           | 4            | 2                     | 0                     | 46        | 5         |
| 2010                  | Yokohama FC           | J2 League             | 29           | 7            | 0                     | 0                     | 29        | 7         |
| 2011                  | Yokohama FC           | J2 League             | 19           | 2            | 0                     | 0                     | 19        | 2         |
| 2012                  | Avispa Fukuoka        | J2 League             | 28           | 3            | 0                     | 0                     | 28        | 3         |
| 2013                  | Avispa Fukuoka        | J2 League             | 33           | 5            | 1                     | 0                     | 34        | 5         |
| 2014                  | Ehime FC              | J2 League             | 30           | 10           | 2                     | 0                     | 32        | 10        |
| 2015                  | Ehime FC              | J2 League             | 37           | 7            | 2                     | 0                     | 39        | 7         |
| 2016                  | Ehime FC              | J2 League             | 16           | 0            | 1                     | 0                     | 17        | 0         |
| 2017                  | Ehime FC              | J2 League             | 21           | 5            | 1                     | 0                     | 22        | 5         |
| Tổng                  | Tổng                  | Tổng                  | 257          | 43           | 9                     | 0                     | 266       | 43        |